# Décès en 1225
Décès
- 1221
- 1222
- 1223
- 1224
- 1225
- 1226
- 1227
- 1228
- 1229

Cette page dresse une liste de personnalités mortes au cours de l'année 1225 :
- 3 janvier : Adolphe III de Holstein, comte de Schauenburg/Schaumbourg et de Holstein.
- février : Dietrich von Homburg, évêque de Wurtzbourg.
- 22 février : Bernard IV de Comminges, comte de Comminges.
- 30 mars : Gertrude de Dabo, comtesse de Metz et de Dabo (Dagsburg en allemand).
- 5 juillet : Thomas des Chambres, bénédictin français, vingtième abbé du Mont-Saint-Michel.
- 16 juillet : Ōe no Hiromoto, kuge (noble de cour) et vassal du shogunat de Kamakura qui contribue à établir les structures gouvernementales du bakufu.
- 24 août : Adelardo Cattaneo, Cardinal-prêtre de S. Marcello.
- 17 septembre : Guillaume VI de Montferrat, marquis de Montferrat.
- 7 octobre : An-Nasir, calife abbasside[1].
- 28 octobre : Jien, poète, historien et Bhikṣu japonais.
- 7 novembre : 
  - Nicolas Arnesson, prince norvégien, évêque d'Oslo.
  - Engelbert II de Berg, archevêque de Cologne, comte de Berg et duc de Westphalie.

- Al-Afdhal Nur ad-Din Ali, ou Abû al-Hasan Nûr ad-Dîn al-Malik al-'Afdhal `Alî ben Salâh ad-Dîn Yûsuf, sultan de Damas et sultan suprême de l’empire ayyoubide.
- Agnès II de Nevers, ou Agnès II de Donzy, comtesse consort de Saint-Pol.
- Arnaud Amaury, ou Arnaud Amalric, abbé de Poblet, de Grand Selve, puis de Cîteaux, archevêque de Narbonne.
- Hōjō Masako, noble japonaise.
- Hugues Bigot (3e comte de Norfolk).
- Gebre Mesqel Lalibela, négus d'Éthiopie qui régna sous le nom de Gäbrä Mäsqäl.
- Lamberto Visconti di Eldizio, noble pisan qui fut « Juge consort » puis unique juge du Judicat de Gallura  en Sardaigne.
- Mauro, cardinal italien.
- An-Nasir (Abbasside), ou Abû al-`Abbâs "an-Nasir li-Dîn Allah" Ahmad ben al-Hasan al-Mustadhi, trente-quatrième Calife abbasside de Bagdad.
- Nicolas II de Mecklembourg, prince du Mecklembourg.
- Gérard de Rougemont, évêque de Lausanne.
- Brioloto, sculpteur italien

date incertaine (entre le 20 juin et le 31 décembre 1225)
- Ulrich III de Neuchâtel, ou Ulrich III de Neuchâtel-Nidau, comte de Neuchâtel, de Fenis, d'Aarberg, de Strassberg, seigneur de Neuchâtel, d'Arconciel et de Valangin.

## Crédit d'auteurs
- Cet article est partiellement ou en totalité issu de l'article intitulé « 1225 » (voir la liste des auteurs).